# Soyopa
Soyopa é um município do estado de Sonora, no México.